# Fernando Bevilacqua
Fernando Bevilacqua, é um médico brasileiro.
Formado pela Universidade do Brasil. Diplomado em 1962, foi professor titular em Clínica Propedêutica Médica da Universidade do Estado do Rio de Janeiro (UERJ). Livre-docente, fez sua carreira universitária no Rio de Janeiro, sendo autor de várias obras em Medicina, além de editar um livro de poemas (Ousadia Poética - 2003) e de artigos dos mais diversos ((Con)Vivências Médicas - 2005), (Debates, Combates - Confissões a Parte - 2010) e (Pensamento e Provérbio de "Fernão Sedento" - 2012). Exerceu o cargo de diretor da Faculdade de Ciências Médicas da UERJ. Pioneiro na área de educação médica, foi diretor executivo da ABEM (Associação Brasileira de Educação Médica) e fundador e primeiro editor da Revista Brasileira de Educação Médica.

## Obras
- Manual do Exame Clínico (co-autoria com Eddy Bensoussan)
- Fisiopatologia Clínica (co-autoria com Eddy Bensoussan)